# Salvia setosa
Salvia setosa är en kransblommig växtart som beskrevs av Merritt Lyndon Fernald. Salvia setosa ingår i släktet salvior, och familjen kransblommiga växter. Inga underarter finns listade i Catalogue of Life.